# (13761) Dorristaylor
(13761) Dorristaylor (1998 SA130) – planetoida z grupy pasa głównego asteroid okrążająca Słońce w ciągu 3,75 lat w średniej odległości 2,41 j.a. Odkryta 26 września 1998 roku.